# Nesodden
Nesodden è un comune norvegese della contea di Akershus.